# Mycetophila illudens
Mycetophila illudens är en tvåvingeart som först beskrevs av Laffoon 1957.  Mycetophila illudens ingår i släktet Mycetophila och familjen svampmyggor. Inga underarter finns listade i Catalogue of Life.